# Гожва, Анастасия Владимировна
Анастасия Владимировна Гожва (укр. Анастасія Володимирівна Гожва; 5 декабря 2001, Киев) — украинская фигуристка, выступающая в одиночном катании. Чемпионка Украины (2016, 2023), серебряный призёр чемпионата Украины (2017, 2022), бронзовый призёр чемпионата Украины (2018, 2020), участница чемпионата Европы (2019, 2020, 2023, 2024) и чемпионата мира (2024).
На юниорском уровне стала серебряным призёром Европейского Олимпийского фестиваля (2017), завоевала медали чемпионата Украины каждого достоинства: серебро (2015), золото (2016) и бронзу (2017).

## Карьера

#### Ранние годы
Родилась в Киеве, в семье Веры и Владимира Гожвы. У неё есть две старших сестры Дарина и Ольга. Дарина занималась фигурным катанием, дважды становилась бронзовым призёром чемпионата Украины.
Анастасия впервые встала на коньки в два с половиной года, когда мама привела её на каток для укрепления здоровья. С пяти лет принимала участие в соревнованиях. Первым наставником фигуристки была Елена Кожаева, позже перешла под руководство старшего тренера сборной Украины Марины Амирхановой. В 2015 году Гожва завоевала серебряную медаль юниорского чемпионата страны, уступив лишь Ким Черемски, которая перед сезоном сменила спортивное гражданство, прежде выступая в Соединённых Штатах. 

#### 2015/2016
В сезоне 2015/2016 дебютировала в юниорской серии Гран-при, представив программы на этапах в Латвии и Польше. На рижском льду она чисто откатала короткую программу, выполнив все вращения максимального уровня. Во второй день соревнований Анастасия допустила ошибки на двух прыжковых элементах, из-за чего опустилась с седьмой на девятую позицию в итоговом протоколе. Далее одержала победы на взрослом и юниорском чемпионатах Украины, но поскольку не соответствовала возрастным критериям ИСУ для участия во взрослых международных турнирах, она отправилась на чемпионат мира среди юниоров. Там с запасом вошла в число двадцати четырёх участниц, квалифицировавшихся в произвольную программу.

#### 2016/2017
На старте нового сезона посетила Любляну и Дрезден, где проходили этапы Гран-при среди юниоров. Оба раза заняла место в середине турнирной таблицы. На чемпионате Украины Гожва стала серебряным призёром, при этом её сестра Дарина также финишировала на пьедестале, набрав третью сумму баллов. В феврале 2017 года продемонстрировала прокаты на Европейском юношеском Олимпийском фестивале в Эрзуруме, по итогам которого получила серебро. Победителем соревнований оказалась россиянка Загитова, ровно через год ставшая олимпийской чемпионской. Президент Национального олимпийского комитета Украины Сергей Бубка поздравил Анастасию с успешным выступлением на турнире. По возвращении из Турции травмировала колено, при этом не отказалась участвовать в чемпионате страны в состязаниях юниорок, оказавшись на третьей строчке судейского протокола. На юниорском чемпионате мира техническая панель усмотрела недокруты на тройном флипе в каскаде и сольном тройном риттбергере, из-за чего эти элементы были «отминусованы», и в итоге спортсменке не хватило 0,45 балла для прохода в финальный сегмент.

#### 2017/2018
В сезоне 2017/2018 Анастасия достигла необходимого возраста для участия во взрослых международных турнирах. Так выступила перед братиславской публикой в рамках Мемориала Ондрея Непелы. Ежегодный национальный чемпионат Украины завершила на третьем месте. После этого получила травму голеностопа, а также перенесла операцию на мениске, вследствие чего не выходила на соревновательный лёд на протяжении года.

#### 2018/2019
После возвращения она впервые расположилась вне пьедестала чемпионата Украины, став четвёртой по сумме прокатов. Тем не менее, именно Гожва была выбрана украинской Федерацией фигурного катания для участия на чемпионате Европы при одной квоте в турнире одиночниц. Ввиду того, что победительница и бронзовый призёр были младше положенного возраста, а серебряная медалистка не имела технического минимума. На чемпионате Европе, который стал для Анастасии первым международным турниром за полтора года, в процессе тренировок и на разминке перед прокатом успешно выполняла элементы, но во время выступления не справилась с волнением и заняла последнее место. В следующем месяце реабилитировалась, завоевав золотую награду в Венгрии на международном Кубке Йегвираг (венг. Jégvirág Cup).

#### 2019/2020
В сезоне 2019–2020 годов приняла участие в трёх турнирах. Сперва стала шестнадцатой из двадцати двух фигуристок на Nebelhorn Trophy. Позже получила бронзовую медаль чемпионата Украины, финишировав позади юных Анастасии Шаботовой и Таисии Спесивцевой, которые в связи с возрастными ограничениями не могли поехать на взрослые соревнования. Поэтому, на один из главных стартов сезона — чемпионат Европы — отправилась Анастасия Гожва. На турнире в Австрии она не смогла квалифицироваться в произвольную программу.
Последующие соревнования были отменены из-за пандемии коронавируса.
Начало российского вторжения в Украину застало её в родном Киеве. Спустя неделю Анастасия вместе с семьёй и тренером переехала в Таллин, где она продолжила тренироваться и готовиться к соревнованиям.

## Техника
Анастасия выполняла на соревнованиях все виды прыжков в три оборота (помимо тройного акселя), владела каскадом из двух тройных прыжков: тройной тулуп—тройной тулуп. Однако, как отмечала сама фигуристка, ей не хватало стабильности в исполнении прыжковых элементов. Длительный период травм оказал негативное воздействие на стабилизацию техники. В 2019 году после контрольных прокатов украинской сборной Ирина Медведева — член Федерации фигурного катания Украины и судья ИСУ — высказала мнение о том, что, восстановившаяся от травм, Гожва обращает на себя внимание качеством катания, постановкой программы и хореографией.

## Программы
| Сезон     | Короткая программа                     | Произвольная программа                             |
| --------- | -------------------------------------- | -------------------------------------------------- |
| 2019–2020 | - «Please» Элайджа Боссенбрук          | - «Love and War» Флёри - «Lacrymosa» Evanescence   |
| 2018–2019 | - «Please» Элайджа Боссенбрук          | - Композиции из мюзикла «Кошки» Эндрю Ллойд Уэббер |
| 2017–2018 | - «Please» Элайджа Боссенбрук          | - Композиции из мюзикла «Кошки» Эндрю Ллойд Уэббер |
| 2016–2017 | - Ча-ча-ча - Латиноамериканская музыка | - Композиции из мюзикла «Кошки» Эндрю Ллойд Уэббер |
| 2015–2016 | - Ча-ча-ча - Латиноамериканская музыка | - Арабская музыка                                  |

## Результаты
CS: Challenger Series
| Соревнования                | 14/15         | 15/16         | 16/17         | 17/18         | 18/19         | 19/20         | 20/21         | 21/22         | 22/23         | 23/24         | 24/25         |
| Международные               | Международные | Международные | Международные | Международные | Международные | Международные | Международные | Международные | Международные | Международные | Международные |
| --------------------------- | ------------- | ------------- | ------------- | ------------- | ------------- | ------------- | ------------- | ------------- | ------------- | ------------- | ------------- |
| Чемпионат мира              |               |               |               |               |               |               |               |               |               | 34            |               |
| Чемпионат Европы            |               |               |               |               | 36            | 34            |               |               | 20            | 20            |               |
| CS Золотой конёк Загреба    |               |               |               |               |               |               |               |               | 10            | 4             |               |
| CS Warsaw Cup               |               |               |               |               |               |               |               | 19            |               |               |               |
| CS Nebelhorn Trophy         |               |               |               |               |               | 16            |               |               | 13            |               |               |
| CS Мемориал Непелы          |               |               |               | 14            |               |               |               |               |               | 13            |               |
| CS Lombardia Trophy         |               |               |               |               |               |               |               |               |               |               | 18            |
| Jelgava Cup                 |               |               |               |               |               |               |               |               |               | 7             |               |
| Tirnavia Ice Cup            |               |               |               |               |               |               |               |               |               | 5             |               |
| Denkova-Staviski Cup        |               |               |               |               |               |               |               |               |               | 2             |               |
| Skate Celje                 |               |               |               |               |               |               |               |               |               | 1             |               |
| Универсиада                 |               |               |               |               |               |               |               |               | 8             |               |               |
| Tallinn Trophy              |               |               |               |               |               |               |               |               | 6             |               |               |
| Volvo Open Cup              |               |               |               |               |               |               |               |               | 5             |               |               |
| Budapest Trophy             |               |               |               |               |               |               |               | 15            |               |               |               |
| Autumn Talents Cup          |               |               |               |               |               |               |               | 2             |               |               |               |
| Jégvirág Cup                |               |               |               |               | 1             |               |               |               |               |               |               |
| Международные среди юниоров |               |               |               |               |               |               |               |               |               |               |               |
| Чемпионат мира              |               | 17            | 26            |               |               |               |               |               |               |               |               |
| ЕЮОФ                        |               |               | 2             |               |               |               |               |               |               |               |               |
| Гран-при Германии           |               |               | 22            |               |               |               |               |               |               |               |               |
| Гран-при Словении           |               |               | 14            |               |               |               |               |               |               |               |               |
| Гран-при Польши             |               | 14            |               |               |               |               |               |               |               |               |               |
| Гран-при Латвии             |               | 9             |               |               |               |               |               |               |               |               |               |
| Tallinn Trophy              |               | 4             |               |               |               |               |               |               |               |               |               |
| Bavarian Open               |               | 3             |               |               |               |               |               |               |               |               |               |
| Национальные                |               |               |               |               |               |               |               |               |               |               |               |
| Чемпионат Украины           |               | 1             | 2             | 3             | 4             | 3             |               | 2             | 1             |               |               |
| Чемпионат Украины — юн.     | 2             | 1             | 3             |               | 2             |               |               |               |               |               |               |